# Micos del Vell Món
Els micos del Vell Món o cercopitècids (Cercopithecidae) són una família de primats inclosa dins del clade Catarrhini. Dins aquesta gran família es reconeixen vint-i-quatre gèneres i 138 espècies, la qual cosa la converteix en la família més gran de primats. Els gèneres de micos del Vell Món inclouen babuins (gènere Papio), còlobs vermells (gènere Piliocolobus) i macacos (gènere Macaca). Filogenèticament, estan més relacionats amb els hominoïdeus que amb els micos del Nou Món. Van divergir d'un avantpassat comú dels micos del Nou Món fa uns 45 a 55 milions d'anys.
El mico més petit del Vell Món és el talapoin, amb un cap i un cos de 34–37 cm de llargada i un pes entre 0,7 i 1,3 kg. El més gran és el mandril mascle, d'uns 70 cm de llargada i amb un pes de fins a 50 kg. Els micos del Vell Món tenen una varietat de trets facials; alguns tenen musells, alguns tenen el nas pla i molts presenten coloració. La majoria tenen cues, però no són prènsils.
Els micos del Vell Món són originaris de les actuals Àfrica i Àsia, habitants en nombrosos ambients: boscos tropicals, sabana, matolls i terreny muntanyós. Van habitar gran part d'Europa en el passat; avui en dia, els únics supervivents a Europa són les mones de Gibraltar. Es desconeix si són originàries de Gibraltar o han estat portades per humans.
Alguns micos del Vell Món són arborícoles, com els còlobs; d'altres són terrestre, com els babuins. La majoria són almenys parcialment omnívors, però tots prefereixen la matèria vegetal, que forma la major part de la seva dieta. La majoria són molt oportunistes, mengen principalment fruita, però també consumeixen gairebé tots els aliments disponibles, com ara flors, fulles, bulbs i rizomes, insectes, cargols, petits mamífers, i escombraries dels humans.

## Classificació
- Superfamília Cercopithecoidea
  - Família Cercopithecidae:
    - Subfamília Cercopithecinae
      - Tribu Cercopithecini
        - Gènere Allenopithecus
          - Allenopithecus nigroviridis

        - Gènere Miopithecus
          - Miopithecus talapoin
          - Miopithecus ogouensis

        - Gènere Erythrocebus
          - Erythrocebus patas

        - Gènere Chlorocebus
          - Chlorocebus sabaeus
          - Chlorocebus aethiops
          - Chlorocebus djamdjamensis
          - Chlorocebus tantalus
          - Chlorocebus pygerythrus
          - Chlorocebus cynosuros

        - Gènere Cercopithecus
          - Cercopithecus dryas
          - Cercopithecus diana
          - Cercopithecus roloway
          - Cercopithecus nictitans
          - Cercopithecus mitis
          - Cercopithecus albogularis
          - Cercopithecus mona
          - Cercopithecus campbelli
          - Cercopithecus lowei
          - Cercopithecus pogonias
          - Cercopithecus wolfi
          - Cercopithecus denti
          - Cercopithecus petaurista
          - Cercopithecus erythrogaster
          - Cercopithecus sclateri
          - Cercopithecus erythrotis
          - Cercopithecus cephus
          - Cercopithecus ascanius
          - Cercopithecus hamlyni
          - Cercopithecus neglectus

        - Allochrocebus
          - Allochrocebus lhoesti
          - Allochrocebus preussi
          - Allochrocebus solatus

      - Tribu Papionini
        - Gènere Macaca
          - Macaca sylvanus
          - Macaca silenus
          - Macaca nemestrina
          - Macaca leonina
          - Macaca pagensis
          - Macaca siberu
          - Macaca maura
          - Macaca ochreata
          - Macaca tonkeana
          - Macaca hecki
          - Macaca nigrescens
          - Macaca nigra
          - Macaca fascicularis
          - Macaca arctoides
          - Macaca mulatta
          - Macaca cyclopis
          - Macaca fuscata
          - Macaca sinica
          - Macaca radiata
          - Macaca assamensis
          - Macaca thibetana
          - Macaca munzala

        - Gènere Lophocebus
          - Lophocebus albigena
          - Lophocebus aterrimus
          - Lophocebus opdenboschi

        - Gènere Rungwecebus
          - Rungwecebus kipunji

        - Gènere Papio
          - Papio hamadryas
          - Papio papio
          - Papio anubis
          - Papio cynocephalus
          - Papio ursinus

        - Gènere Theropithecus
          - Theropithecus gelada

        - Gènere Cercocebus
          - Cercocebus atys
          - Cercocebus torquatus
          - Cercocebus agilis
          - Cercocebus chrysogaster
          - Cercocebus galeritus
          - Cercocebus sanjei

        - Gènere Mandrillus
          - Mandrillus sphinx
          - Mandrillus leucophaeus

    - Subfamília Colobinae
      - Grup africà
        - Gènere Colobus
          - Colobus satanas
          - Colobus angolensis
          - Colobus polykomos
          - Colobus vellerosus
          - Colobus guereza

        - Gènere Piliocolobus
          - Piliocolobus badius
          - Piliocolobus pennantii
          - Piliocolobus preussi
          - Piliocolobus tholloni
          - Piliocolobus foai
          - Piliocolobus tephrosceles
          - Piliocolobus gordonorum
          - Piliocolobus kirkii
          - Piliocolobus rufomitratus

        - Gènere Procolobus
          - Procolobus verus

      - Grup Langur
        - Gènere Semnopithecus
          - Semnopithecus schistaceus
          - Semnopithecus ajax
          - Semnopithecus hector
          - Semnopithecus entellus
          - Semnopithecus hypoleucos
          - Semnopithecus dussumieri
          - Semnopithecus priam

        - Gènere Trachypithecus
          - Grup T. vetulus
            - Trachypithecus vetulus
            - Trachypithecus johnii

          - T. cristatus group
            - Trachypithecus auratus
            - Trachypithecus cristatus
            - Trachypithecus germaini
            - Trachypithecus barbei

          - Grup T. obscurus
            - Trachypithecus obscurus
            - Trachypithecus phayrei

          - Grup T. pileatus
            - Trachypithecus pileatus
            - Trachypithecus shortridgei
            - Trachypithecus geei

          - Grup T. francoisi
            - Trachypithecus francoisi
            - Trachypithecus hatinhensis
            - Trachypithecus poliocephalus
            - Trachypithecus laotum
            - Trachypithecus delacouri
            - Trachypithecus ebenus

        - Gènere Presbytis
          - Presbytis melalophos
          - Presbytis femoralis
          - Presbytis chrysomelas
          - Presbytis siamensis
          - Presbytis frontata
          - Presbytis comata
          - Presbytis thomasi
          - Presbytis hosei
          - Presbytis rubicunda
          - Presbytis potenziani
          - Presbytis natunae

      - Grup Odd-Nosed
        - Gènere Pygathrix
          - Pygathrix nemaeus
          - Pygathrix nigripes
          - Pygathrix cinerea

        - Gènere Rhinopithecus
          - Rhinopithecus roxellana
          - Rhinopithecus bieti
          - Rhinopithecus brelichi
          - Rhinopithecus avunculus

        - Gènere Nasalis
          - Nasalis larvatus

        - Gènere Simias
          - Simias concolor